# Jamel Aattache
Jamel Aattache (Rotterdam, 5 november 1974) is een Nederlandse regisseur.
In 2000 richtte Aattache zijn productiebedrijf Three Kings Productions op.. Op 23-jarige leeftijd schreef, regisseerde en produceerde hij zijn eerst low-budget speelfilm, So Be It. In 2004 regisseerde hij de Nederlandse kung-fu film Fighting Fish. Ook was hij als regie onderdeel van de jeugdserie ZOOP.
Aattache bracht eind 2022 de bioscoopfilm De Tatta's uit. Deze film werd binnen een maand bekroond met een Platina Film voor het behalen van 400.000 bezoekers.

## Filmografie

### Film
- 2001: The Good, the Bad & the Innocent
- 2002: Déjà Vu
- 2003: So Be It
- 2004: Fighting Fish
- 2004: Buren
- 2011: Ontwaking
- 2018: Zwaar verliefd!
- 2019: Whitestar
- 2020: Casanova's
- 2022: Ik wist het
- 2022: De Tatta's
- 2023: De Tatta's 2
- 2024: Scotoe
- 2024: De Mannenmaker
- 2025: De Tatta's 3

### Televisie
- 2004-2006: ZOOP
- 2024 - heden: De Tatta's: De Serie